# Margarete Hilferding

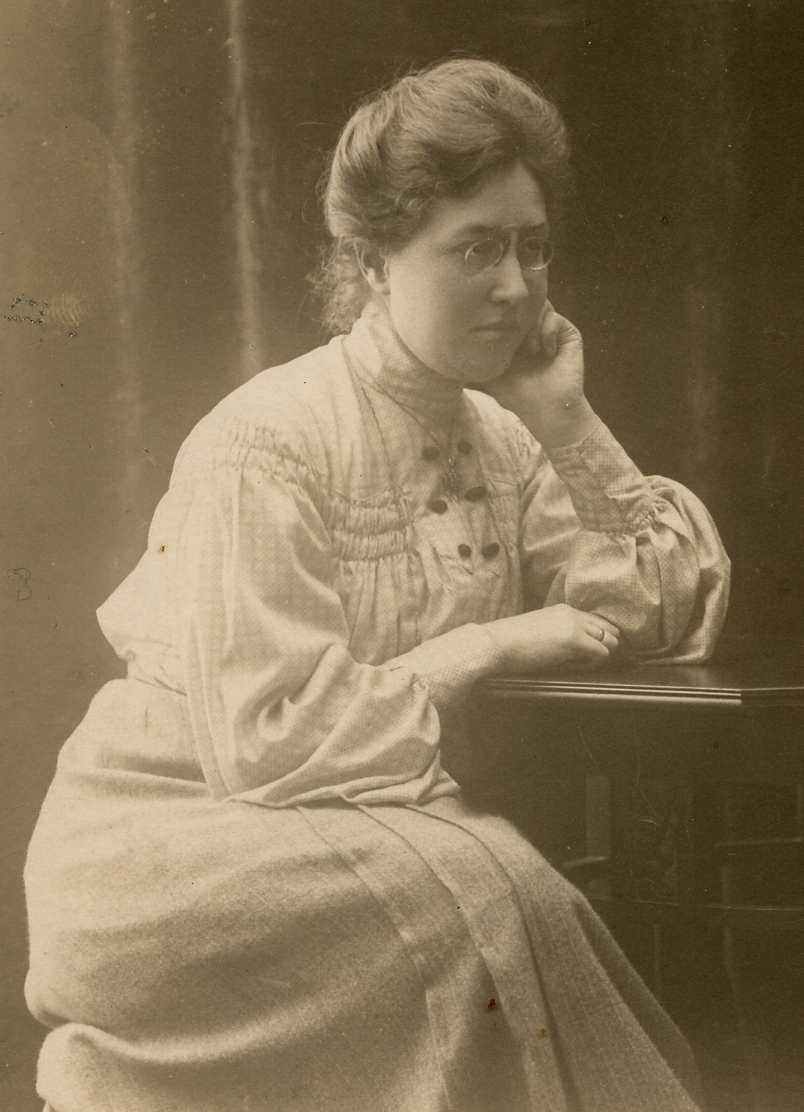
Margarete Hilferding (1904)

Margarete Hilferding (auch Margarethe; geboren 20. Juni 1871 in Wien, Österreich-Ungarn als Margarete Hönigsberg; gestorben 23. September 1942 auf dem Transport zwischen dem Ghetto Theresienstadt und Treblinka) war eine österreichische Lehrerin, Ärztin und Vertreterin der Individualpsychologie.

## Leben
Margarete Hilferding war die Tochter des praktischen Arztes Paul Hönigsberg in Hernals bei Wien. Sie besuchte von 1889 bis 1893 die k.k. Lehrerinnenbildungsanstalt in Wien. Danach arbeitete sie als Lehrerin an der allgemeinen Volksschule in Gleichenberg und zwei Jahre an einer privaten Volksschule in Wien. Von 1897 bis 1898 war sie als außerordentliche Hörerin an der Philosophischen Fakultät eingeschrieben. Nach Zulassung der Frauen zum Medizinstudium wechselte sie 1900 zum Medizinstudium und promovierte 1903.
1904 heiratete sie den Arzt, Ökonomen und Austromarxisten Rudolf Hilferding, der später Finanzminister der Weimarer Republik wurde. Sie lebte mit ihm mehrere Jahre in Berlin und kehrte 1909 mit den beiden Söhnen nach Wien zurück, während Rudolf Hilferding in Berlin blieb; die Ehe wurde 1922 geschieden. Ab 1910 praktizierte sie als Kassenärztin in Wien 10 und ab 1922 zusätzlich als Schulärztin. 1910 und 1911 war sie als erste Frau einige Monate lang Mitglied der Mittwoch-Gesellschaft (später Wiener Psychoanalytische Vereinigung) von Sigmund Freud. Paul Federn schlug ihre Aufnahme in die Vereinigung vor. Isidor Sadger hingegen sprach sich gegen die Aufnahme einer Frau aus. Am 11. Januar 1911 hielt Hilferding einen Vortrag in der Wiener Psychoanalytischen Vereinigung zu Thema Zur Grundlage der Mutterliebe. Hilferding war mit Alfred Adler und seiner Frau Raissa befreundet.
Nach dem Ersten Weltkrieg wurde sie Leiterin einer im Rahmen der Wiener Schulreform errichteten individualpsychologischen Erziehungsberatungsstelle. Zusätzlich arbeitete sie auch am Mariahilfer Ambulatorium. 1926 erschien ihr Buch Geburtenregelung, in dem sie für eine Liberalisierung der Abtreibung eintrat. 1934 wurde ihr Krankenkassenvertrag vom Dollfuss-Regime gekündigt, woraufhin sie nur noch Privatpatienten betreuen konnte. Aufgrund ihrer jüdischen Herkunft wurde sie 1938 von den Nazis ihrer Wohnung verwiesen. Zu Beginn des Zweiten Weltkriegs arbeitete sie im Wiener Rothschildspital unter der Leitung von Viktor Frankl. Am 28. Juni 1942 wurde sie in das KZ Theresienstadt deportiert. Sie starb auf dem Weitertransport ins Vernichtungslager Treblinka.
Neben ihrer Tätigkeit als Ärztin war sie in ihrem Heimatbezirk Favoriten zwischen 1927 und 1934 auch als Bezirksrätin tätig.
Nach ihr wurde die Wohnhausanlage der Gemeinde Wien Margarethe-Hilferding-Hof in der Leebgasse 100 in Wien-Favoriten benannt, in der sich auch eine Gedenktafel befindet.

## Werk
Margarete Hilferding galt als eine der einflussreichsten Individualpsychologinnen im Wien der Zwischenkriegszeit. Sie engagierte sich mit wissenschaftlichen Arbeiten und Lehrkursen in der Sozial- und Bildungspolitik des Roten Wien. Ihr Spezialgebiet waren Frauenfragen, Sexualität, Geburtenregelung, Aufklärung und Erziehung. In den individualpsychologischen Erziehungsberatungsstellen und in der sozialistischen Frauenorganisation hielt sie Kurse über Erziehungs-, Frauen- und Gesundheitsfragen. 1930 war sie Vortragende auf dem 4. Kongress der Weltliga für Sexualreform in Wien.

## Schriften
- Geburtenregelung. Erörterungen zum § 144.- Wien, 1926